# Criza Sputnik

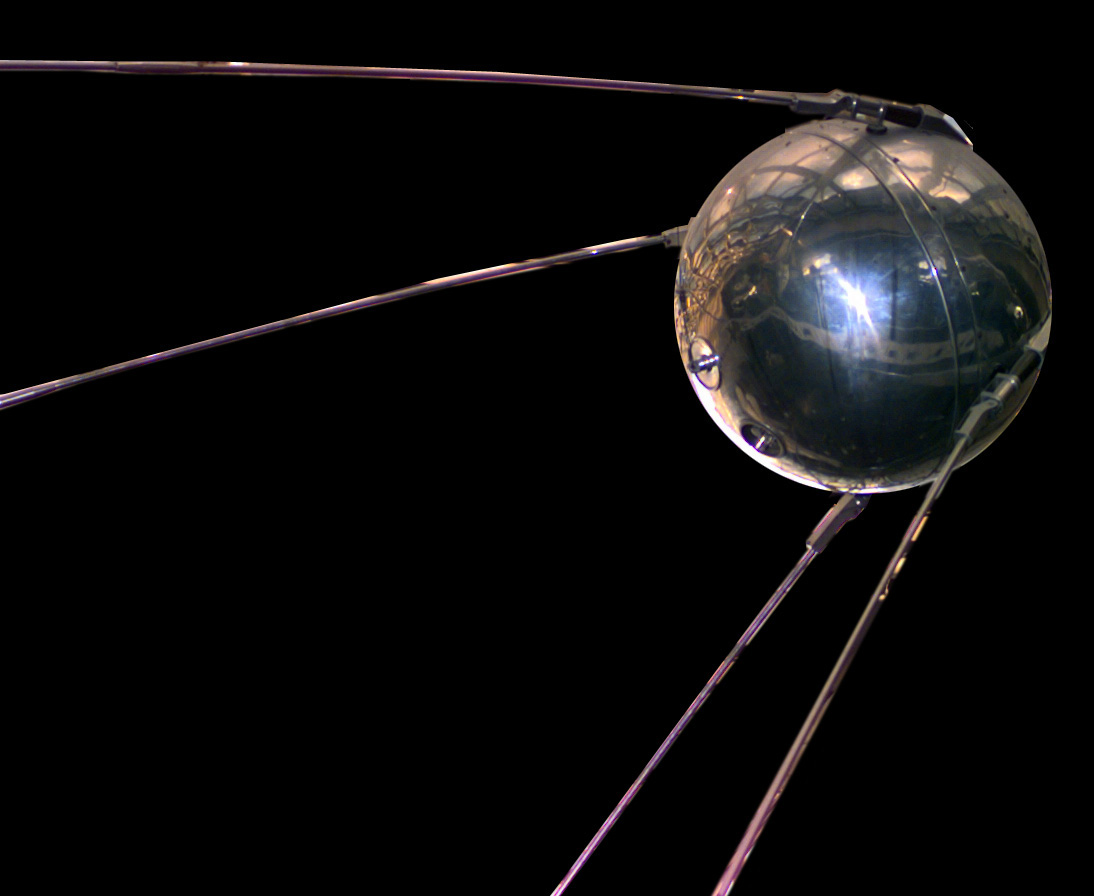
Satelitul sovietic, Sputnik-1

Criza Sputnik a fost un punct de cotitură al Războiului rece care a început pe 4 octombrie 1957 când Uniunea Sovietică a lansat satelitul Sputnik 1. Statele Unite ale Americii credeau că sunt conducători în cursa pentru cucerirea spațiului cosmic și, prin aceasta, al cursei pentru dezvoltarea de rachete militare. 
Lansarea surpriză a satelitului sovietic și primele două lansări eșuate americane au dovedit că adevărul era cu totul altul. După acest moment, a început cursa spațială, ceea ce a adus la Programul Apollo și la primul pas al unui om pe lună din 1969, care a făcut să se termine Criza Sputnik.
Racheta spațială cu care fusese lansat Sputnikul, de tip SL-1/A era derivată din versiunea inițială militară R7/8K71 (SS-6 Sapwood), care era prima rachetă balistică intercontinentală sovietică, putând transporta un focos termonuclear de 3-5 megatone la 12,000 km. Pentru prima dată, URSS dispunea de o armă care putea să poarte fără probleme un focos nuclear până pe teritoriul american. Odată ce a devenit vulnerabilă, superputerea vestică nu mai putea amenința URSS cu represalii masive nucleare în cazul unui război convențional, fără a risca să fie ea însăși lovită. Astfel, un deceniu mai târziu, la sfârșitul anilor 1960 s-a ajuns la echilibrul nuclear între superputeri, împreună cu doctrina de distrugere reciprocă asigurată (MAD), care, împreună cu doctrina flexible response la nivel tactic, a înlocuit fosta doctrină numită represalii masive. 
Criza Sputnik a făcut să apară un întreg lanț de inițiative americane, de la mic la mare, multe dintre ele sprijinite de Departamentul Apărării al SUA. 
- În doar două zile, a fost calculată orbita satelitului sovietic (muncă de echipă a catedrei de astronomie a UIUC și a Digital Computer Lab.)
- S-a intrat în cursa spațială, așa cum s-a menționat, a fost creată NASA în 1958 și proiectul Mercury.
- Au fost inițiate noi programe de învățământ pentru educarea tinerilor generații de ingineri. Cel mai remarcabilă și mai des amintită realizare a fost așa numitul concept al "noii matematici".
- A crescut în mod explosiv sprijinul pentru cercetarea științifică. Pentru anul 1959, Congresul American a crescut alocațiile bugetare ale National Science Foundation (NSF) la 134 milioane de dolari, cu aproape 100 de milioane de dolari mai mult decât în anul care trecuse. Până în 1968, bugetul NSF a crescut la aproape 500 de milioane de dolari.
- A fost inițiat programul rachetelor balistice Polaris lansate de pe submarin.
- A fost inițiat în 1969, de către Defense Advanced Research Projects Agency (agenție cunoscută, mai ales prin "faimoasul acronim" DARPA, Site-ul oficial al DARPA Arhivat în 25 noiembrie 2005, la Wayback Machine.) din cadrul Pentagonului, un proiect pentru realizarea unei rețele de calculatoare numită ARPANET, ceea ce avea să devină peste ani internetul zilelor noastre.